# Sam van Embden

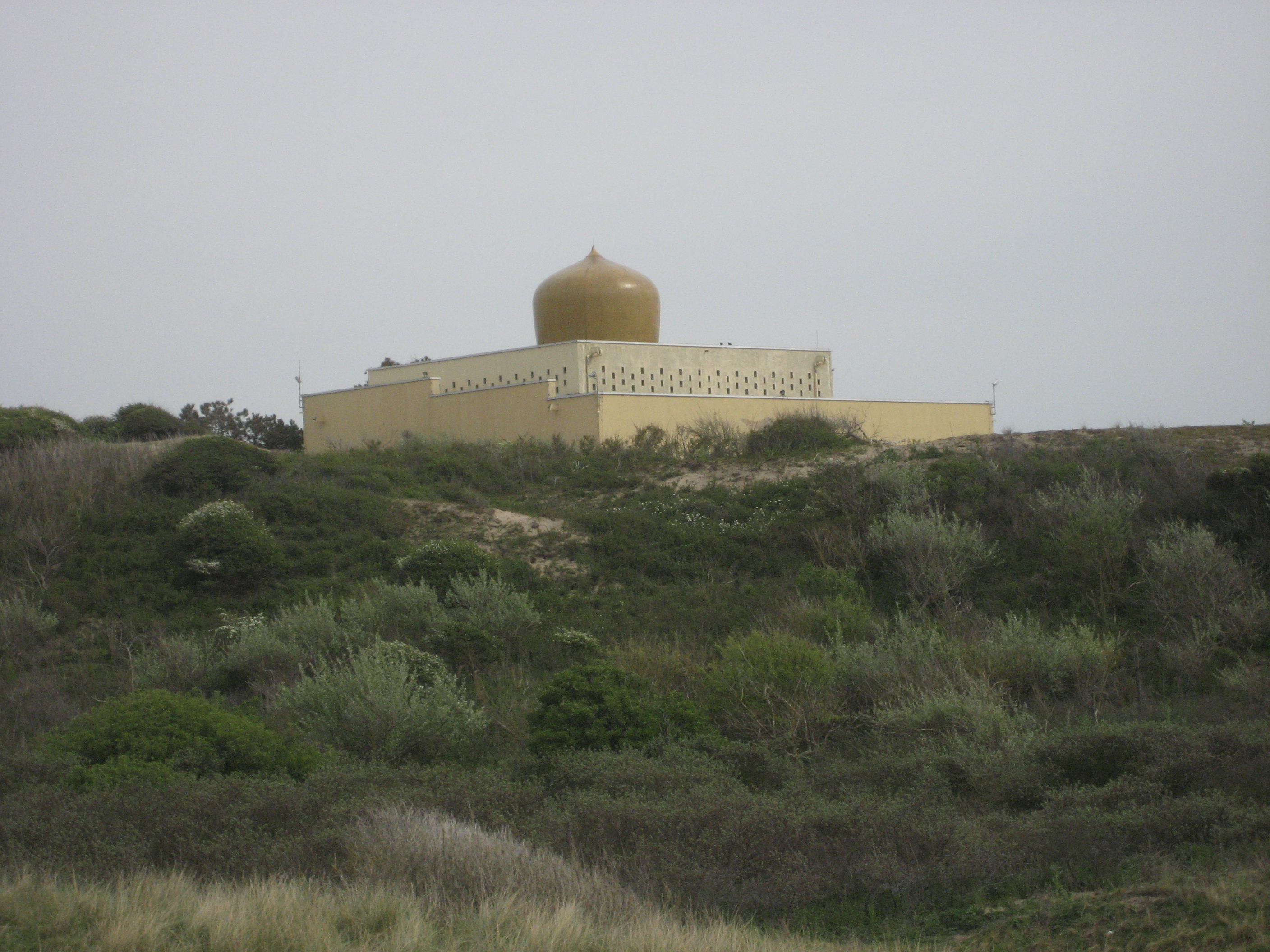
Universel Murad Hassil in Katwijk (ontwerp Van Embden, ca. 1969)

Samuel Josua (Sam) van Embden (Amsterdam, 13 oktober 1904 - Bladel, 20 september 2000) was een Nederlandse stedenbouwkundige.
Architect en stedenbouwkundige S.J. (Samuel) van Embden (1904-2000) was een nationaal en internationaal gewaardeerde, belezen en pragmatische stedenbouwer, met een zeer actieve en energieke persoonlijkheid. De kracht van Van Embden was zijn sterk analytisch vermogen en oplossingsgerichte manier van werken. In zijn ruim zeven decennia durende carrière maakte hij de belangrijkste gebeurtenissen in de ontwikkeling van de moderne stedenbouw van dichtbij mee. Hij werkte aan vele steden, waaronder Rotterdam, en maakte baanbrekende plannen voor universiteitscampussen in onder andere Eindhoven, Singapore en Ibadan.  Door zich kritisch tegen ieder systeem te keren en door zich niet te voegen in bestaande ideologieën gaf van Embden zelf het duidelijkst vorm aan zijn ideeën.

## Opleiding
Van Embden werd met een aantal van zijn medestudenten tijdens zijn studie aan de Technische Hogeschool in Delft sterk gevormd door hoogleraar Granpré Molière. Tijdens zijn studie richtte Van Embden samen met studiegenoot Hans van der Laan de Bouwkundige Studiekring (BSK) op. Terwijl elk geloof haar eigen scholen, sportclubs en vakverenigingen oprichtte, stond de Bouwkundige Studiekring open voor iedereen ongeacht de religieuze achtergrond. De bijeenkomsten van de BSK, met Granpré Molière als voorzitter, hadden vooral een beschouwend karakter. Bouwkunde stond voorop maar ook het bestuderen van andere cultuuruitingen werd gestimuleerd. De BSK vormde het begin van de Delftse School, een belangrijke architectonische stroming.
Na zijn studie werkte Van Embden twee jaar bij de architecten J.F. Berghoef en bij de afdeling Stedelijke Ontwikkeling van de gemeente Amsterdam.  Daarna werkte Van Embden achtereenvolgens bij Wieger Bruin, en in Leiden, met de broer en vader van Hans van der Laan. Op aanbeveling van Granpré Molière werd Van Embden in september 1930 aangesteld bij het Gelderse Genootschap in Arnhem. In deze functie kwam hij met vele gemeentebesturen in aanraking waaruit een aantal ontwerpopdrachten volgden. 
In 1931 nam Van Embden de taak op zich van adjunct-secretaris in de Vaste Commissie van Advies voor Uitbreidingsplannen in Noord-Holland. Belangrijkste strijdpunt van de commissie was, behalve het Algemeen Uitbreidingsplan (AUP) voor Amsterdam, de inrichting van de IJsselmeerpolders.

## Eigen bureau
Met de oprichting van een eigen bureau in 1938 en met een veelzijdige opdrachtenportefeuille legde Van Embden tijdens het interbellum de fundamenten voor een zelfstandige positie binnen de vakwereld. Een belangrijke kwaliteit van stedenbouwkundige ontwerpen was volgens Van Embden een grote mate van flexibiliteit. Met stedenbouwkundige plannen zou de toekomst nooit onverbiddelijk vastgelegd kunnen worden. Van Embden wees erop dat de kwaliteit van veel werk juist in het spontane ligt. De schoonheid van een kunstwerk ontstond zonder dat je wist waarom, en niet doordat het aan vooraf gestelde regels beantwoordde. De stedenbouwkundige moest volgens Van Embden proberen te doorgronden waardóór, en niet waarom, iets is gebeurd. Hij moest zoeken naar de oorzaak, niet de reden, en zich richten op de historische feiten in plaats van op interpretaties.

## Instituut Stad en Landschap
Van 1936 tot 1942 was Van Embden werkzaam als adjunct-directeur bij het Instituut Stad en Landschap van Zuid-Holland. Het instituut kreeg na de oorlog een bijzondere taak binnen de wederopbouw: Minister van Openbare Werken en Wederopbouw Johan Ringers had bepaald dat voor de wederopbouw van vernielde bouwwerken in Zuid-Holland slechts vergunning werd gegeven als tevoren het bindend advies van het Instituut Stad en Landschap werd ingewonnen. Na de bevrijding in 1945 werd Van Embden adjunct-directeur van het Adviesbureau Stadsplan Rotterdam (ASRO), de dienst belast met het ontwerp voor de herbouw van de Rotterdamse binnenstad. Samen met Cornelis van Traa werkte Van Embden aan de uitwerking van het Basisplan dat in de nadagen van de bezetting was ontstaan als reactie op het plan waarvoor Willem Witteveen, vlak na het bombardement op 14 mei 1940, het fundament had gelegd.

## Indonesië
Van eind juli 1948 tot januari 1949 was Van Embden in Bandung (Indonesië) werkzaam op de Technische Universiteit en coördineerde hij de toekomstige uitbreiding van de Faculteit der Technische Wetenschappen. Alhoewel zijn ontwerp voor de universiteit in Bandung niet werd uitgevoerd leverde zijn nieuwe specialisme wel veel nieuwe opdrachten op. Van Embden ontwikkelde vervolgens onder andere masterplannen voor de TU Eindhoven (1952-1969) en de Universiteit Twente (1962-1967) en op internationaal niveau adviseerde hij bij de bouw van de universiteiten van Caracas (Venezuela), Singapore en Ibadan (Nigeria).
Het bureau van Van Embden had al snel een goede reputatie. Hij profiteerde volop van de naoorlogse economische opleving en wist zich een vooraanstaande positie te verwerven. Daarnaast begaf Van Embden zich als lid van talloze studie- en adviescommissies in de frontlinie van de ruimtelijke ordening.
In 1964 aanvaardde Van Embden op zestigjarige leeftijd het ambt van buitengewoon hoogleraar aan de afdeling Bouwkunde van de Technische Hogeschool Delft. 

## Foundation
Samen met G.E. van Walsum, oud-burgemeester van Delft, en de toenmalige burgemeester van Rotterdam W. Thomassen richtte Van Embden in 1965 de Foundation of the North-Sea-Region in an Urbanizing World (NUW) op. Het NUW stelde de Nederlandse problematiek van bevolkingsconcentratie in de Randstad in een internationaal kader en benadrukte de opkomst van een nieuwe wereldstad die in ieder geval De Randstad, Antwerpen, het Roergebied en de Waalse en Noord-Franse industriegebieden omvatte. Dat jaar werd op initiatief van Van Embden ook de International Society Of City and Regional Planners (ISOCARP) opgericht. ISOCARP concentreerde zich geheel op de stedenbouw en groeide uit tot een internationale beroepsvereniging, de internationale poot van de BNS (Bond Nederlandse Stedenbouwkundigen). Onder voorzitterschap van Van Embden kwam een wereldwijd netwerk tot stand van in de praktijk werkende stedenbouwkundigen. 
In 1969 stapte Van Embden uit de directie van het ontwerpbureau dat inmiddels Van Emden, Choisy, Roorda van Eijsinga, Smelt en Wittemans heette. Op dat moment werd het bureau omgedoopt tot OD205 naar de locatie aan de Oude Delft 205 in Delft. Tegenwoordig opereert OD205 vanuit de Schiecentrale in Rotterdam. Op persoonlijke titel bleef Van Emden nog lange tijd betrokken bij de TH Eindhoven en bij een aantal andere projecten die zich hoofdzakelijk in Aziatische landen afspeelden. 

## Citaat
- Slechts uit en door de belangstelling der burgers leeft de stad (S.J. Van Embden)